# النعمان بن المنذر
النُعْمَان بْنُ المُنْذِر بْنِ المُنْذِر بْنِ اِمرِئ القَيسِ اللَخْمِي، المُلقب بأَبِي قَابُوس (552[بحاجة لمصدر]-609م) ولد في الحيرة في العراق، كان مسيحيًا نسطوريًا تسلم مقاليد الحكم بعد أبيه، وهو من أشهر ملوك المناذرة قبل الإسلام. كان داهية مقداما. وهو ممدوح. وهو باني مدينة النعمانية على ضفة دجلة اليمنى، وصاحب يوم البؤس والنعيم؛ وقاتل عبيد بن الأبرص الشاعر، في يوم بؤسه؛ وقاتل عدي بن زيد وغازي قرقيسيا (بين الخابور والفرات). وفي صحاح الجوهري: قال أبو عبيدة: «إن العرب كانت تسمى ملوك الحيرة -أي كل من ملكها- (النعمان) لأنه كان آخرهم». قال عبد الملك بن هشام في كتابه السيرة النبوية "النُّعْمَانَ بْنَ الْمُنْذِرِ، وَهُوَ عَامِلُ كِسْرَى عَلَى الْحِيرَةِ، وَمَا يَلِيهَا مِنْ أَرْضِ الْعِرَاقِ"، كان أبرش أحمر الشعر، قصيرًا وكانت أمه يهودية من خيبر، نصره شمعون بن جابر عام 594.

## نسبه

### هناك قولين في نسب النعمان

#### القول الاول
النعمان بن المنذر بن المنذر بن امرئ القيس بن النعمان بن امرئ القيس بن عمرو بن عدي بن نصر بن ربيعة بن عمرو بن الحارث بن مسعود بن مالك بن غنم بن نمارة بن لخم.

#### القول الثاني
النعمان بن منذر الى بنو قنص بن معد بن عدنان وحالف قومه لخم فأنتسب اليهم 

## حياته
من وفد عليه من الشخصيات: المنخل اليشكري والمثقب العبدي والأسود بن يعفر وحاتم الطائي وإبراهيم الكشكري وحسان بن ثابت وسرجيوس والنابغة الذبياني ولبيد بن ربيعة
من هجاه من الشعراء: عنترة بن شداد وهو الذي أغار على إبل النعمان ليأخذها مهرا لعبلة.

### شقائق النعمان

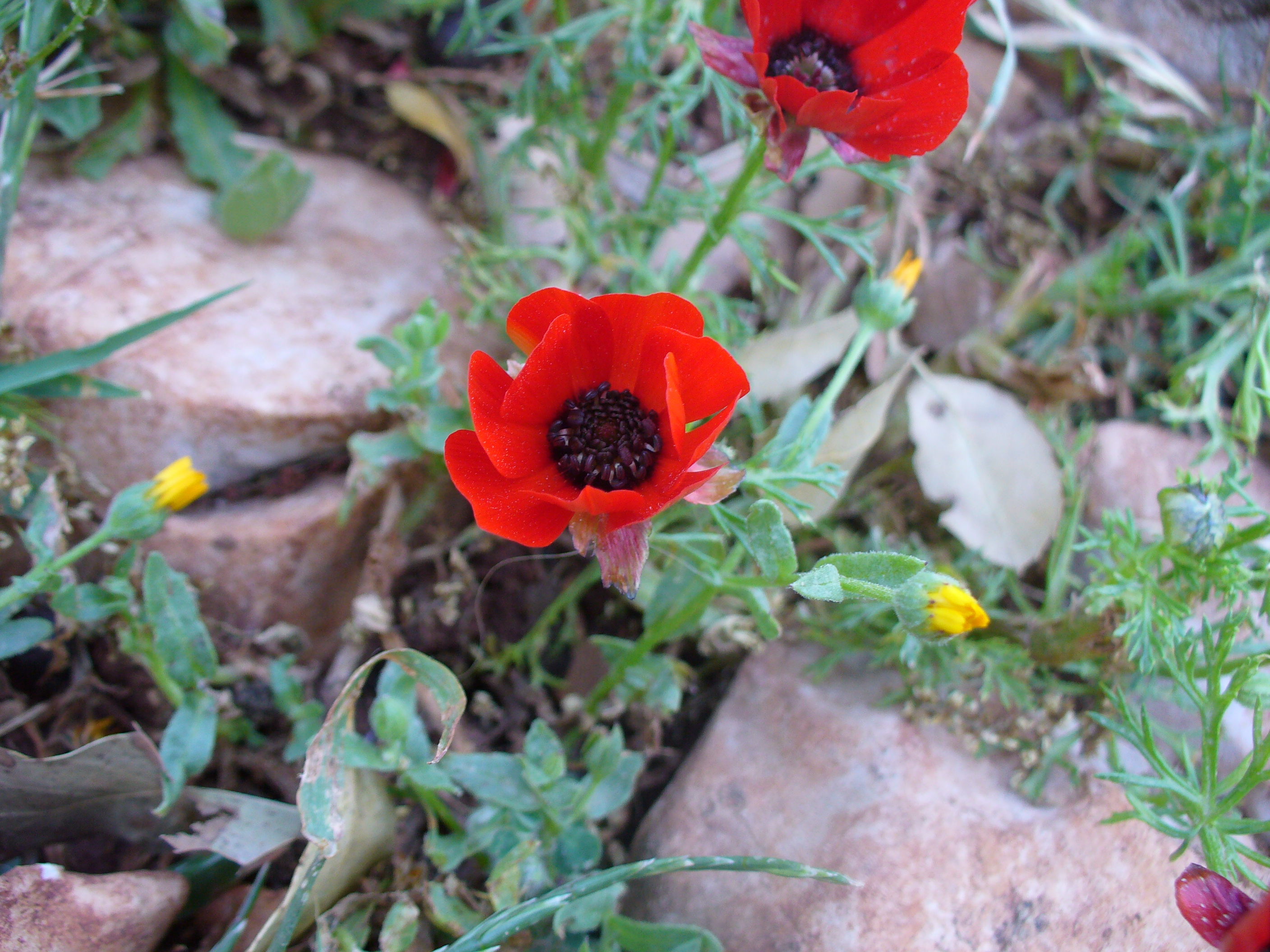
الزهور التي حماها النعمان وأولع بها.

كان النعمان يحب ألوانها وأمر بحمايتها وبزراعتها حول قصره الخورنق، وبحسب أسطورة يقال أنها نبتت لأول مرة على قبر النعمان بن المنذر بعد أن داسته الفيلة على يد علوج كسرى فعرفت باسمه.

### الخيول
كان النعمان يعتني بتربية الخيل والإبل والماشية، فكان يشتري خير فصائلها ويحميها لنفسه، ولا يسمح لأحد بالحصول عليها أو تلقيح نعمهم أو خيولهم منها إلا بإذنه. وقد اشتهرت اليحموم والدُّفوف من جملة خيوله.

### سوق عكاظ
كان النعمان بن المنذر يبعث كل عام الى سوق عكاظ في عالية نجد لطيمة (عير تحمل تجارة) فتباع هناك ويشترى له بثمنها العصب والبرود والأدم وسواها

## أبناؤه
- المنذر بن النعمان، وهو من البلغاء.
- ماوية بنت النعمان.
- هند بنت النعمان والتي كانت سبب في معركة ذي قار.

## مقتله

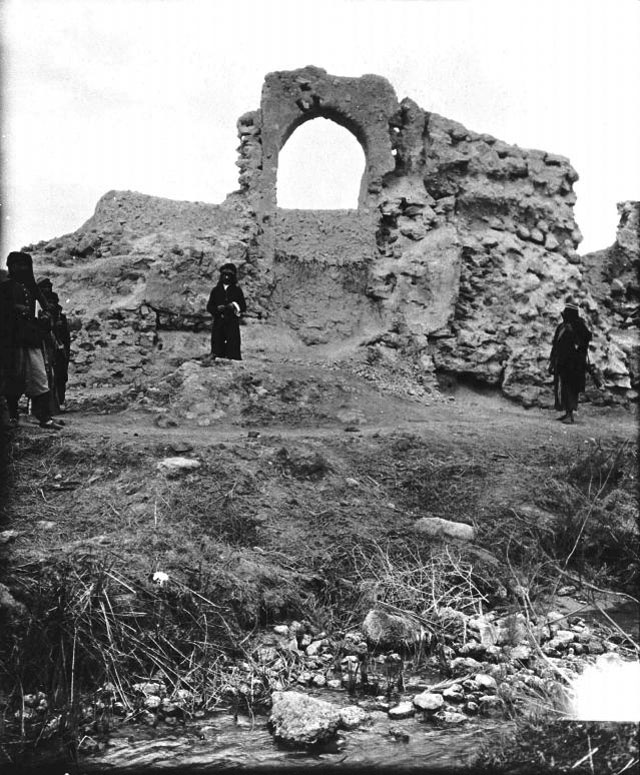
قصر شمعون بن جابر الذي نصر النعمان.

ملك الحيرة إرثا عن أبيه، سنة 582م، واستمر في الحكم حتى نقم عليه كسرى الثاني (خسرو الملقب «برويز») بسبب مكيدة دبرها له زيد بن عدي العبادي وهو ابن عدي بن زيد العبادي زوج ابنته هند (وكان له من البنات غيرها حرقة وحريقة وعنقفير) أوذلك بعد أن طلب كسرى خسرو من النعمان أن يزوجه ابنته فرفض النعمان فأوغل زيد قلب كسرى فدعى كسرى النعمان إلى المدائن لوليمة فأهانه ثم اعتقله وقد فعلها زيد انتقاما لوالده عدي بن زيد الذي قتل على يد النعمان. واختلف في كيفية قتله فطبقا لرواية سريانية إن كسرى بعد أن قبض على النعمان بن المنذر وأولاده سقاهم سماً فماتوا، وعصى عندئذ العرب الفرس وأخذوا يهاجمونهم. فأرسل كسرى قائداً سمته الرواية ب «بولر» تولى أمر الحيرة، ولكنه لم يتمكن من ضبط أمورها، لشدة أهلها، فانصرف عنها وترك أمرها لمرزبان اسمه «رزوبى مرزوق»، أقام في برية الحيرة في حصن حفنة، وأخذ يقاتل منه الأعراب. وقيل مات بالطاعون في السجن في خانقين، وقيل: ألقاه تحت أرجل الفيلة، فوطئته، فهلك. وكانت هذه الحادثة هي الشرارة التي أدت لاشتعال الحرب بين العرب والفرس في معركة ذي قار والتي انتصر فيها العرب انتصارا كبيرا. حاول ابنه المنذر بن النعمان الملقب بالمغرور إحياء مملكة اللخميين لكن كان الوقت قد فات.
| سبقه المنذر بن المنذر | 'مـناذرة' 582-609 | تبعه إياس بن قبيصة |